# Rhopalizus buchneri
Rhopalizus buchneri là một loài bọ cánh cứng trong họ Cerambycidae.